# 張景淯
張景淯（2000年2月11日—） ，是台灣棒球運動員，守備位置為投手，曾效力於美國職棒西雅圖水手，最高層級為新人聯盟。目前效力於中華職棒味全龍。

## 生平
高中就讀高苑工商，並成為隊上的王牌左投，在2017年的台日青棒交流賽中對戰和歌山縣代表隊繳出完投9局、14次奪三振的精彩表現，也是生涯代表作。
2018年的玉山盃全國青棒錦標賽中代表高雄市隊在冠軍賽中對戰新北市代表隊中繼登板投6.2局失1分拿下勝投，最終高雄市代表隊也拿下該屆賽事的冠軍，賽後也獲選該屆賽事的最佳投手。
2018年6月19日，美國職棒西雅圖水手隊宣布和張景淯簽約，成為水手隊史第10位台灣球員。
2019年，是旅美的首個球季，總計出賽14場比賽，其中6場為先發投手，但只有0勝3敗、防禦率5.31的成績。
2020年，因為COVID-19疫情影響導致小聯盟賽季取消，因此也回到台灣，並加入中華培訓隊維持比賽手感。
2022年8月4日，遭到水手隊宣布釋出，10月到澳洲加入澳洲棒球聯盟奧克蘭喙頭蜥隊，球季結束後，於2023年4月加入美國獨立聯盟洛磯山氣氛隊，但最終因簽證問題未能順利加盟。
2023年6月28日，宣布報名參加中華職棒選秀會，並於第2輪被味全龍選中，8月9日味全龍宣布簽下張景淯，合約內容為2.5年、月薪新台幣21萬元及激勵獎金80萬元。

## 職棒生涯成績

### 澳洲職棒
| 年度    | 球隊         | 出賽 | 先發 | 勝投 | 敗投 | 中繼 | 救援 | 完投 | 完封 | 三振 | 四死 | 責失 | 投球局數 | 自責分率 | 被上壘率 |
| ------- | ------------ | ---- | ---- | ---- | ---- | ---- | ---- | ---- | ---- | ---- | ---- | ---- | -------- | -------- | -------- |
| 2022-23 | 奧克蘭喙頭蜥 | 3    | 1    | 0    | 0    | 0    | 0    | 0    | 0    | 5    | 6    | 9    | 5.0      | 16.20    | 2.80     |
| 合計    | 1年          | 3    | 1    | 0    | 0    | 0    | 0    | 0    | 0    | 5    | 6    | 9    | 5.0      | 16.20    | 2.80     |

### 中華職棒
| 年度 | 球隊   | 出賽 | 先發 | 勝投 | 敗投 | 中繼 | 救援 | 完投 | 完封 | 三振 | 四死 | 責失 | 投球局數 | 自責分率 | 被上壘率 |
| ---- | ------ | ---- | ---- | ---- | ---- | ---- | ---- | ---- | ---- | ---- | ---- | ---- | -------- | -------- | -------- |
| 2023 | 味全龍 | 10   | 0    | 0    | 1    | 1    | 0    | 0    | 0    | 6    | 5    | 6    | 8.1      | 6.48     | 1.32     |
| 2024 | 味全龍 | 18   | 1    | 0    | 0    | 0    | 0    | 0    | 0    | 17   | 29   | 17   | 14.2     | 10.43    | 2.52     |
| 合計 | 2年    | 28   | 1    | 0    | 1    | 1    | 0    | 0    | 0    | 23   | 34   | 23   | 23.0     | 9.00     | 2.09     |

## 外部連結
- 張景淯在台灣棒球維基館上的頁面（繁體中文）
- 張景淯在美國職棒官網（英语）
- 張景淯在澳洲職棒官網（英语）
- 張景淯在中華職棒官網
- 張景淯在Baseball-Reference.com（小聯盟以及海外聯盟）（英语）
- 張景淯在FanGraphs.com（英语）